# Wilków (powiat opolski)
Wilków (daw. Wilków nad Wisłą) – wieś w Polsce położona w województwie lubelskim, w powiecie opolskim, w gminie Wilków.
Wieś położona jest w Małopolskim Przełomie Wisły. Przejściowo była siedzibą gminy Szczekarków.
Jest najmniejszą liczebnie siedzibą gminy województwa lubelskiego – liczy zaledwie 195 mieszkańców (spis powszechny 2011 rok). Historycznie położona jest Małopolsce (początkowo w ziemi sandomierskiej, a następnie w ziemi lubelskiej).
Wieś stanowi sołectwo w gminie Wilków. Według Narodowego Spisu Powszechnego z roku 2011 wieś liczyła 195 mieszkańców.
Wieś szlachecka  położona była w drugiej połowie XVI wieku w powiecie lubelskim województwa lubelskiego. W latach 1975–1998 miejscowość należała administracyjnie do ówczesnego województwa lubelskiego.
Wieś jest siedzibą rzymskokatolickiej parafii św. Floriana i św. Urszuli.

## Kościół św. Floriana i św. Urszuli

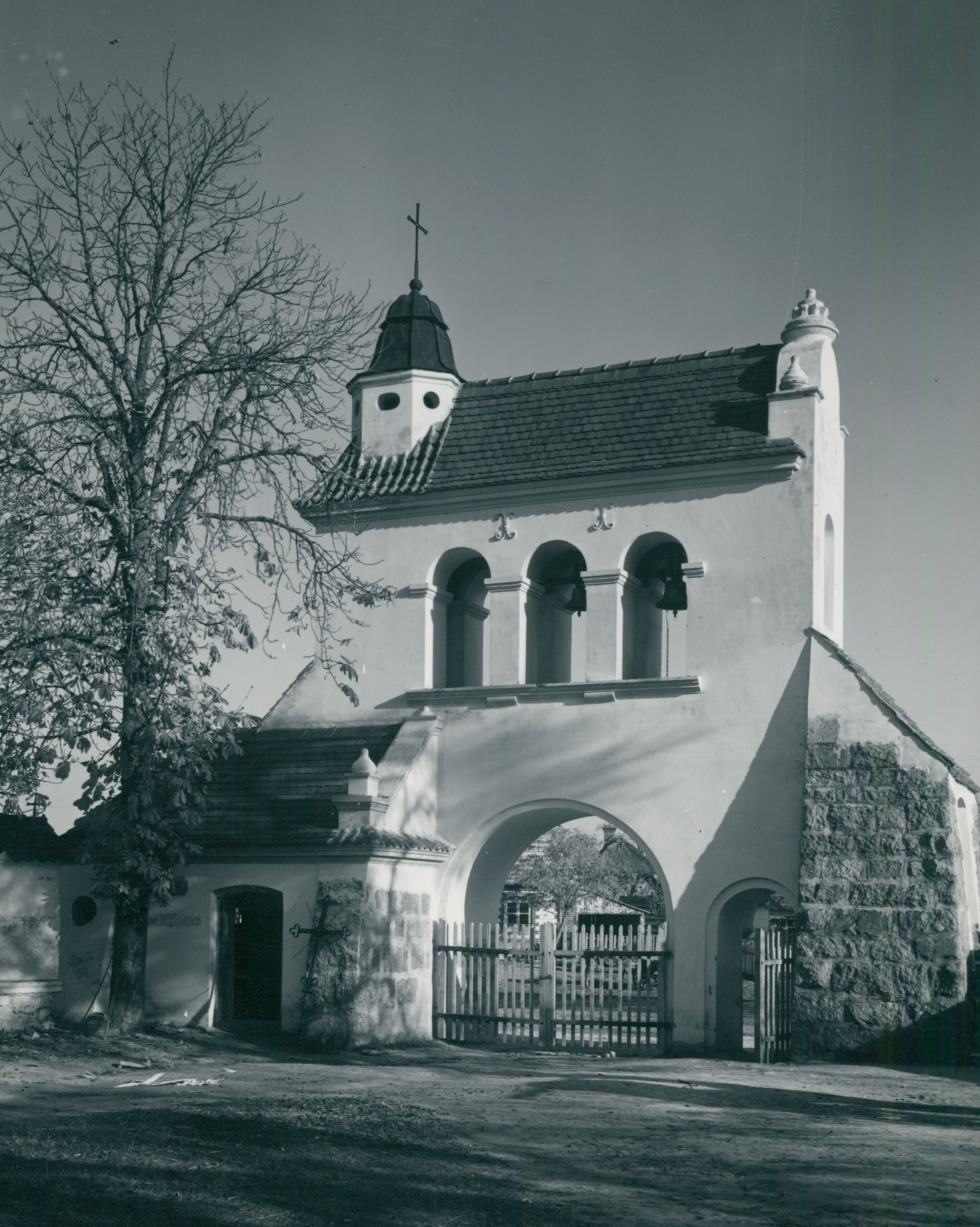
Widok kościoła po 1921

Pierwsza zachowana wzmianka o parafii zanotowana w Acta Camerae Apostolicae pochodzi z 1326 r. Proboszczem był wówczas Wojciech. Wizytacja biskupa krakowskiego Bernarda Maciejowskiego w roku 1603 stwierdziła zły stan drewnianego kościoła.
W roku 1625 Wojciech Głuski, właściciel Wilkowa, ufundował nowy murowany kościół, został on konsekrowany w 1638 r. przez biskupa Tomasza Oborskiego. Istniała przy nim szkoła parafialna i przytułek dla pięciu ubogich. W roku 1723 z fundacji Michała i Franciszka Polanowskich dobudowano kaplicę Różańcową od strony północnej. Po pożarze kościoła i zabudowań plebańskich w 1740 r., w 1774 r. wzniesiono nową plebanię, zaś kościół odbudowano i ponownie konsekrowano w 1781 r. Powodzie od zawsze trapiły Wilków. Jeden z większych wylewów Wisły nastąpił w 1833 r. Zniszczył on również kościół. Skalę zagrożenia częstymi powodziami obrazuje relacja ks. Boniewskiego z pobytu w Wilkowie, około 1845 r.: „tu widziałem u każdego z mieszkańców tej wsi czółno obszerne wyrobione, które w czasie wylewu Wisły zabiera się każdy z familią i upływa na najbliższy pagórek jaki znaleźć może. Wiele bydła staje się często pastwą rozhukanej fali, która w swych wnętrznościach wszystko zatapia”. Częste powodzie wymagały nieustannych napraw kościoła i budynków plebańskich, przez co pozostawały one długo w złym stanie. W roku 1848 budynki parafialne uległy całkowitemu zniszczeniu, wobec czego proboszcz zamierzał opuścić parafię. Niezbędne roboty budowlane wykonano dopiero w 2 poł. XIX w. W 1876 r. rozbudowano nawę o trzy przęsła w kierunku zachodnim, podwyższono kościół, wykonano murowany chór i nową fasadę. Zastąpiono drewniane podłogi posadzkami z piaskowca kunowskiego. W roku 1918 została wybudowana zakrystia i plebania.
We wsi znajdują się ponadto:
- Zespół Szkół Publicznych (szkoła podstawowa i gimnazjum)
- Bank Spółdzielczy
- stadion klubu piłkarskiego LKS Wilki Wilków
- cmentarz katolicki
- plebania z 1918 roku
- zabytkowa remiza z 1915 roku[12]

## Szlaki turystyczne
- Szlak Renesansu Lubelskiego

## Inne
Z Wilkowa pochodzi:
- Kazimierz Czapla – oficer Armii Krajowej, w powstaniu warszawskim dowódca Zgrupowania IV „Gurt”.
- Tadeusz Czesław Mazur – polski biolog i parazytolog, profesor nauk medycznych.